# Demetrio (Metastasio)
Demetrio ist ein Opern-Libretto in drei Akten von Pietro Metastasio. Erstmals aufgeführt wurde es in der Vertonung von Antonio Caldara am 4. November 1731 zur Feier des Namenstags Kaiser Karls VI. in Wien. Dieses Libretto wurde auch unter den Namen Alceste, Cleonice oder Demetrio, rè della Siria vertont. Mit über fünfzig Ausführungen gehört es zu den beliebtesten Werken Metastasios.
Eine deutsche Übersetzung des Librettos von Johann Anton Koch erschien 1769 unter dem Namen Demetrius im ersten Band seiner unvollendet gebliebenen Gesamtausgabe Des Herrn Abt Peter Metastasio Kayserl. Königl. Hofpoetens Dramatische Gedichte.

## Handlung

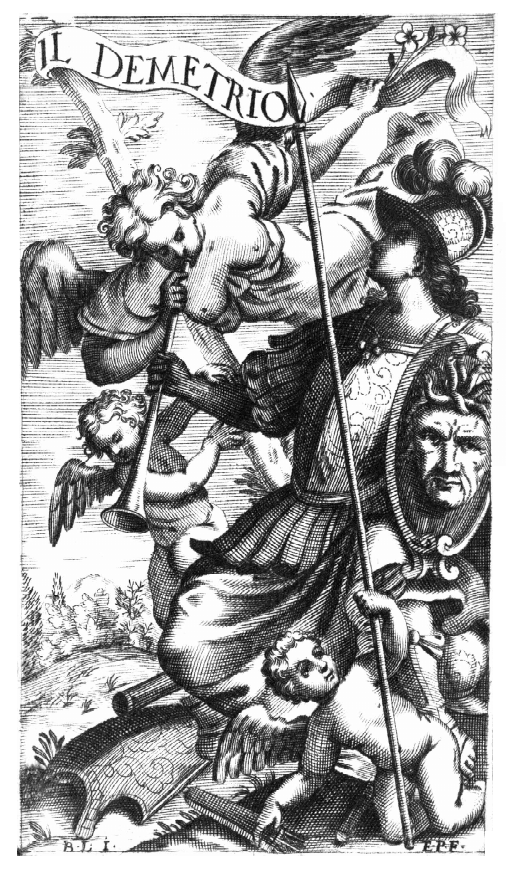
Bild aus dem Libretto, Musik von Johann Adolph Hasse, Venedig 1737

Die Oper handelt von der Machtübernahme des Seleukidenkönigs Demetrius II. nach seiner Rückkehr aus dem Exil.

„Als Demetrius Soter, König in Syrien, aus seinem eigenem Reiche von dem unrechtmäßigen Beherrscher desselben, dem Alexander Bala vertrieben worden war, starb er als ein Verbannter bey den Cretensern, welche bey dem widrigen Glücke alleine seine Freunde geblieben waren. Vor seiner Flucht aber hat er den kleinen Demetrius, seinen Sohn, als ein unmündiges Kind, dem Phönicius, dem getreuesten seiner Unterthanen, übergeben, damit er demselben zur bequemen Zeit der Rache aufbehalten sollte. Der Königl. Prinz lebte, sich selbst unbekannt, unter dem erdichteten Namen Alcestes eine zeitlang in den Wäldern, wohin ihn die Klugheit des Phönicius vor den Nachstellungen des besagten Alexanders verborgen hatte; nachmals aber lebte er in Seleucia bey den Phönicius selbst, welcher diese Pflicht seiner Treue, unter dem Vorwand einer großmüthigen Neigung zu verbergen wußte. Der vermeindliche Alcestes wurde in kurzem die Bewunderung des ganzen Reiches; also, daß er von seinem Feinde, dem Alexander, zu den ansehnlichsten Kriegswürden erhoben, und von Cleonice, dessen Tochter, einer Prinzeßin, die eines großmüthigen Vaters würdig war, auf das häftigste geliebet wurde. Sobald es nun dem sehr sorgfältigen Phönicius Zeit zu seyn schiene, fieng er an die Gemüther der Unterthanen zu erforschen, indeme er unvermerkt unter das Volk ausstreuen liesse, daß der junge Demetrius, jedoch unbekannt, noch am Leben sey.
Auf dieses Gerichte, welches sich in einem Augenblick ausbreitete, erklärten sich die Cretenser für Beschützer des rechtmäßigen Prinzens. Und Alexander, um das entstandene Feuer, ehe es noch größer wurde, zu dämpfen, suchte dieselben zu bekriegen, wurde aber von deneselben überwunden, und getödtet. In dieser Schlacht befand sich Alcestes vermög seiner Kriegswürde, und hatte man eine geraume Zeit von ihme keine Nachricht in Seleucien; daher der Tod des Alexanders, welchen Phönicius so sehr gewünschet, zu einer, seinen Absichten ungelegnen Zeit eintraf, so wohl weil Alcestes nicht in Seleucien war, als auch weil er bey dieser Gelegenheit erkannte, daß der Hochmuth der Großen des Reichs (da ein jeglicher unter ihnen nach der Krone trachtete) den rechtmäßigen Erben für einen Betrüger ausgeben würde. Derohalben verschob er, nach desselben Wiederkunft seufzend, und in Geheim auf die Hülfe der Cretenser dringend, die Entdeckung seines Geheimnisses. Unterdessen verabredeten sich die Mitwerber um das Reich miteinander, daß die von ihnen als Königin erkannte Cleonice, aus ihnen einen Gemahl erwählen sollte. Diese verschob unter verschiedenen Vorwand die Wahl sehr lange, um die Zurückkunft des Alcestes abzuwarten; welcher eben zu rechter Zeit ankam, als die gequälte Königin in Begrif war zur Wahl zu schreitten. Hierdurch erhielte der, in dem Alcestes, aus verschiedenen Merkmalen erkannte Demetrius, seine väterliche Krone.
Der Schauplatz ist in Seleucien.“

Die folgende Inhaltsangabe basiert auf dem Libretto der 1734 in Braunschweig aufgeführten Vertonung von Antonio Caldara.

### Erster Akt

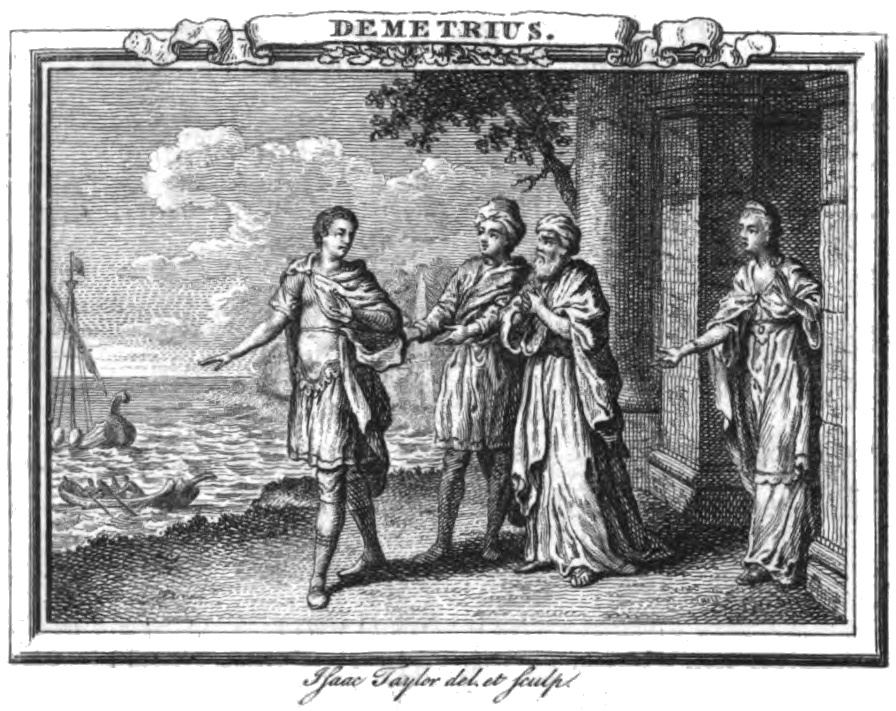
Bild aus der Textausgabe, London 1767

Beleuchtetes Kabinett mit Sesseln und einem Tisch, auf dem Krone und Zepter liegen
Seit ihr Vater Alexander in der Schlacht in Kreta gefallen ist, herrscht Cleonice als Königin von Syrien. Das Volk erwartet nun, dass sie bald einen Gatten und damit einen neuen König erwählt. Ihr Reichsrat Olinto bietet sich selbst an, weil er sie schon lange liebt. Cleonice jedoch will nichts davon wissen. Sie liebt bereits den Schäfer Alceste, der aber seit der Schlacht verschollen ist. Cleonice ist sich sicher, dass er noch lebt. Ihre Vertraute Barsene weist sie darauf hin, dass sie ihn sowieso nicht heiraten könne, weil es hunderte verdienstvollere Bewerber gebe.
Mitrane, der Hauptmann der königlichen Leibwache kommt, um sie zu holen. Das Volk stehe kurz vor einem Aufstand und wolle sie endlich sehen. Mitrane liebt Barsene, wird aber von ihr abgewiesen, weil sie heimlich in Alceste verliebt ist.
Olintos Vater Fenicio erzählt Mitrane, dass der tot geglaubte Prinz Demetrio, der Sohn des von Alexander vertriebenen vorherigen Königs Demetrio, noch am Leben ist. Es ist sein Pflegesohn Alceste. Fenicio hat zwar bereits das Gerücht gestreut, dass Demetrio noch lebt, aber vorsichtshalber noch seine Identität geheim gehalten. Um ihn auf den Thron zu setzen, benötigt er auswärtige Hilfe. Diese hofft er von den Kretern zu erhalten. Da Cleonice eine würdige Königin ist, sah sein Plan vor, sie mit Alceste zu vermählen. Leider ist Alceste nicht zu finden, und Cleonice muss einen anderen Gatten wählen. Die beiden beschließen, Cleonices Wahl um jeden Preis bis Alcestes Rückkehr zu verzögern.
Prächtiger Saal mit einem Thron an der Seite
Gegenüber dem Thron Stühle für die Reichsfürsten. Durch den Saal sieht man den Hafen von Seleukia mit vielen beleuchteten und zur Königswahl geschmückten Schiffen.
Cleonice tritt mit den Edelleuten sowie Fenicio und Olinto ein. Sie hat sich immer noch nicht entschieden. Fenicio unterstützt sie und rät ihr, sich noch weitere drei Monate Bedenkzeit zu gönnen. Sein Sohn Olinto hält das angesichts des Volkswillens für falsch – insgeheim hofft er ja, dass sich Cleonice für ihn entscheidet. Bevor sich Cleonice äußern kann, werden sie von Mitranes unterbrochen, der die Ankunft Alcestes meldet. Er steige gerade aus einem kleinen Schiff. Alceste und Cleonice sehen sich endlich wieder. Alceste berichtet nun von seinem Schicksal: Nachdem Cleonices Vater Alexander die Schlacht verloren hatte, wurde nahezu sein gesamtes Heer vernichtet. Er selbst überlebte schwer verwundet und trieb im Wasser, bis er von einem kretischen Fischer gerettet wurde, der ihn gesund pflegte und ihm das Schiff zur Heimfahrt gab. Nach der Erzählung drängt Olinto, endlich mit der Königswahl fortzufahren. Als sich auch Alceste zu ihnen setzen will, versucht er das zu verhindern, da er keinen einfachen Schäfer an seiner Seite sehen möchte. Alceste ist jedoch bereits zum Offizier aufgestiegen, und Cleonice ernennt ihn kurzerhand zum General und Großsiegelbewahrer. Bevor Cleonice nun ihre Wahl bekannt geben will, verlangt sie von den Anwesenden einen Schwur, dass sie ihre Wahl akzeptieren werden – auch wenn es ein Fremder oder jemand von niedrigem Stand sein sollte. Da sich Olinto weigert, erklärt Cleonice, ihre Krone abgeben zu wollen. Sie habe keine echte Freiheit und wolle nicht als Sklavin auf dem Throne sitzen. Sie geht, ohne ihre Wahl bekanntgegeben zu haben. Auch Mitrane, die Edelleute und das Volk verlassen den Saal.
Nur Fenicio, Olinto und Alceste sind geblieben. Fenicio macht seinem Sohn Vorwürfe. Olinto ist enttäuscht, dass er ihn nicht unterstützt, aber Fenicio glaubt nicht, dass er ein guter König sein würde. Er solle sich Alceste als Vorbild nehmen und sich mehr in Geduld üben. Olinto erkennt in Alceste trotz seiner ärmlichen Herkunft einen gefährlichen Rivalen.
Der innere Garten der königlichen Burg
Fenicio berichtet Cleonice und Barsene, dass der Rat Cleonices Rücktritt abgelehnt hat. Alle sind einverstanden, sie ihren Gatten völlig frei wählen zu lassen. Wider Erwarten ist Cleonice jedoch nicht erleichtert. Sie würde es nie wagen, einen Schäfer auf den Thron zu setzen und fürchtet, Alceste endgültig zu verlieren. Dieser kommt nun selbst und versichert ihr seine Liebe. Weil Cleonice das nicht mitanhören kann, verlässt sie den Garten. Als Alceste Barsene nach dem Grund für Cleonices verändertes Verhalten fragt, rät sie ihm, sich eine andere Geliebte zu suchen. Das kommt für ihn aber nicht in Frage.

### Zweiter Akt
Eine Galerie mit goldenen Reiterstatuen, die zu den Gemächern der Königin führt
Olinto verweigert Alceste den Zugang zu Cleonice. Alceste glaubt nicht, dass der Befehl von Cleonice selbst kommt und will sich nicht aufhalten lassen. Mitrane bestätigt jedoch den Befehl. Sie habe sogar verboten, seinen Namen zu nennen. Alceste ist sich keiner Schuld bewusst und kann das nicht verstehen. Er geht enttäuscht fort. Olinto macht sich nun wieder Hoffnung auf den Thron. Mitrane rät ihm jedoch davon ab. Die Kunst des Regierens sei nicht einfach. Außerdem habe Olinto bisher Barsene geliebt und müsste sie dann aufgeben. Olinto hält das für ein kleines Opfer, da er nicht an die dauerhafte Liebe glaubt.
Nachdem Olinto gegangen ist, kommen Cleonice und Barsene. Cleonice schreibt einen Abschiedsbrief an Alceste. Fenicio kommt und bittet Cleonice um Mitleid mit Alceste. Er sei fast wahnsinnig vor Qual und wolle sie nur noch einmal sehen und dann sterben. Sie zerreißt den Brief und will Alceste kommen lassen. Olinto kommt zurück. Er hat inzwischen Alceste in Cleonices Namen befohlen, die Stadt zu verlassen, und der sei bereits abgereist. Cleonice befiehlt der Wache, Alceste suchen zu lassen und zurückzubringen.
Olinto fragt Barsene, ob sie ihn noch liebt. Sie antwortet spöttisch, dass er sie ja bereits aufgegeben habe. Sie selbst habe ihre Liebe ebenfalls für einen anderen aufgehoben. Olinto ist entschlossen, sich nicht von seinem Ziel abbringen zu lassen.
Ein Gemach der Königin
Alceste ist zurückgekommen und fragt Cleonice nach dem Grund für ihre Abweisung. Sie erklärt ihm, dass sie sich zum Wohle des Volkes voneinander trennen müssen. Traurig verabschieden sie sich voneinander. Nachdem Alceste gegangen ist, kommen Barsene und Fenicio. Barsene lobt Cleonice für ihr Verhalten, aber Fenicio macht ihr Vorwürfe. Cleonice verlässt verzweifelt das Zimmer. Fenicio wirft Barsene vor, eigene Pläne zu verfolgen und vermutet, dass sie selbst Alceste liebt. Barsene gibt es zu. Fenicio erkennt, dass sich alles seinem Vorhaben widersetzt. Er gibt aber die Hoffnung nicht auf.

### Dritter Akt
Vorhof in der Burg; in der Ferne das Meer, auf dem ein Schiff für die Abfahrt Alcestes bereit liegt
Olinto freut sich über die bevorstehende Abreise Alcestes. Fenicio bittet diesen vergeblich, sie noch etwas aufzuschieben. Cleonice gesteht Alceste, dass sie ohne ihn nicht Leben könne. Sie wolle lieber die Krone aufgeben und in einer armseligen Hütte leben, als ihn zu verlieren. Das würde Alceste aber nie zulassen. Cleonice bittet ihn dann, ihr zur Burg zu folgen, wo sie ihren neuen Bräutigam bekanntgeben möchte. Nachdem sie gegangen ist, will sich Olinto von Alceste verabschieden. Die Abreise ist jedoch aufgeschoben, und Alceste wird von der Königin erwartet. Olinto glaubt nun, Cleonice habe sich für Alceste entschieden. Er beschließt, sich zu rächen.
Das Gemach Fenicios in der Burg
Fenicio sorgt sich um das Gelingen seines Plans. Mitrane beruhigt ihn damit, dass die Schiffe der befreundeten Kreter bereits in Sicht seien. Sie können also bald gefahrlos Alcestes wahre Identität bekanntgeben. Fenicio beauftragt Mitrane, im Geheimen ihre Truppen zu versammeln. Da bringt Olinto die Nachricht, dass Cleonice ihren Gemahl erwählt habe. Es sei aber nicht Alceste.
Alceste und zwei Diener bringen Fenicio auf einem goldenen Becken Mantel, Krone und Zepter. Cleonice habe Fenicio erwählt und erwarte ihn im Tempel zur Zeremonie. Trotz des Altersunterschieds hält Alceste das für eine kluge Wahl. Fenicio schickt Olinto zum Tempel, um seine Ankunft anzukündigen. Nachdem dieser gegangen ist, eröffnet Fenicio Alceste, dass er Demetrio, der wahre Erbe Syriens ist. Barsene hofft, dass sich Alceste nun ihr zuwenden werde und gesteht ihm ihre Liebe. Alcestes Gedanken sind jedoch woanders. Barsene gibt ihre Hoffnungen auf ihn auf.
Ein prächtiger der Sonne geweihter Tempel mit einem Altar in der Mitte und einem Thron auf der Seite
Cleonice und Fenicio betreten mit ihrem Gefolge und den beiden Bedienten, die Mantel, Krone und Zepter tragen, den Tempel. Fenicio versichert Cleonice, dass Alceste der wahre Kronerbe Syriens sei. Alceste und Mitrane kommen hinzu. Cleonice bittet nun Alceste, den Thron seiner Vorfahren zu besteigen. Dies will er tun – jedoch nur mit ihr an seiner Seite. Sie gehen an den Altar und geben einander die Hände. Da kommt Barsene und berichtet von Unruhen in der Stadt. Ein Gesandter Kretas sei mit hundert Schiffen angekommen. Olinto habe zudem das Gerücht gestreut, dass Fenicio einen Betrug plane. Fenicio beruhigt sie jedoch.
Olinto kommt mit dem Abgesandten Kretas und bringt einen versiegelten Brief des älteren Demetrio. Dieser habe ihn kurz vor seinem Tod in Kreta geschrieben, und er sei soeben überbracht worden. Olinto liest den Brief vor. Er benennt eindeutig Alceste als den Sohn Demetrios. Fenicio habe ihn unter falschem Namen aufgezogen. Alle bis auf Olinto sind erleichtert. Aber auch dieser erkennt schließlich Alceste als König an und bereut seine vorherigen Ambitionen. Alceste und Cleonice setzen sich auf den Thron. Zum Abschluss der Oper preist der Chor Tugend, Ehre und Liebe des Paares.

## Geschichte
Das historische Vorbild von Alceste/Demetrio ist Demetrius II. Nikator. Dessen Geschichte ist im elften Buch von Appians Rhomaika, im 32. Buch der Bibliotheca von Diodor und in Justins Auszug des 35. und 36. Buchs von Pompeius Trogus’ Historiae Philippicae überliefert. Der junge Demetrius wurde von seinem Vater Demetrius Soter ins kretische Exil geschickt, um den Nachstellungen des Usurpators Alexander I. Balas zu entgehen. Später konnte er diesen mit Hilfe griechischer Söldner überwinden und seinen Thron zurückerobern.
Die Handlung von Metastasios Drama hat einen Vorläufer in Pierre Corneilles comédie héroïque Dom Sanche d’Aragon von 1649. Der Demetrio war sein erstes für den Wiener Hof geschriebenes Werk, und die Aufführung 1731 mit Antonio Caldaras Musik war ein großer Erfolg. 1732 übernahm der Kastrat Antonio Bernacchi die Rolle des Alceste gleich in zwei Vertonungen, der von Johann Adolph Hasse in Venedig (mit Faustina Bordoni als Cleonice) und der von Gaetano Maria Schiassi in Mailand (hier sang Antonia Negri die Cleonice). Die Rolle des Alceste wurde später auch von anderen Star-Kastraten wie Carestini, Farinelli, Senesino und Venanzio Rauzzini gesungen.
Eine deutschsprachige Fassung als Schauspiel in drei Aufzügen erschien 1761 in Wien unter dem Namen Demetrius.

## Vertonungen
Folgende Komponisten legten dieses Libretto einer Oper zugrunde:
| Komponist                                      | Uraufführung                                       | Aufführungsort | Anmerkungen |  |
| ---------------------------------------------- | -------------------------------------------------- | -------------- | --- |  |
| Antonio Caldara                                | 4. November 1731, Hoftheater                       | Wien           | zur Feier des Namenstags Kaiser Karls VI.; auch zur Wintermesse 1734 im Hoftheater in Braunschweig |  |
| Giovanni Antonio Giay                          | Karneval 1732, Teatro delle Dame                   | Rom            | auch Karneval 1735 im Teatro de’ Nobili in Perugia |  |
| Johann Adolph Hasse                            | 10. Februar 1732, Teatro San Giovanni Crisostomo   | Venedig        | mehrfach überarbeitet; auch unter dem Namen Cleonice aufgeführt; viele weitere Aufführungen in anderen italienischen Städten; 1737 in Ferrara in einer Bearbeitung von Antonio Vivaldi; am 8. Februar 1740 im Hoftheater in Dresden; 1767 im Theater Kassel                      |  |
| Antonio Bioni                                  | Juni 1732, Theater im Ballhaus                     | Breslau        | |  |
| Gaetano Maria Schiassi                         | 28. August 1732, Teatro Regio Ducale               | Mailand        | zum Geburtstag von Elisabeth Christine von Spanien; auch 1739 im Teatro Condes in Lissabon |  |
| Leonardo Leo                                   | 1. Oktober 1732, Teatro San Bartolomeo             | Neapel         | erste Fassung |  |
| Giovanni Battista Pescetti                     | 26.? Dezember 1732, Teatro della Pergola           | Florenz        | auch im Februar 1737 im King’s Theatre am Haymarket in London |  |
| Francesco Araja                                | Mai 1734, Teatro delle Grazie                      | Vicenza        | möglicherweise gemeinsam mit Leonardo Leo |  |
| Leonardo Leo                                   | 10. Dezember 1735, Teatro del Castello             | Torremaggiore  | zweite Fassung; auch 1738 im Teatro San Carlo in Neapel, als weiterer Komponist dieser Aufführung ist Riccardo Broschi angegeben; verschollen |  |
| Giovanni Battista Mele                         | 31. Januar 1736, Teatro de la Cruz                 | Madrid         | Libretto bearbeitet von D. Vincente de Camacho als Por amor y por lealtad recobrar la majestad in zwei Akten |  |
| Geminiano Giacomelli                           | Karneval 1737, Teatro Regio                        | Turin          | |  |
| Antonio Vivaldi                                | Karneval 1737, Teatro Bonacossi                    | Ferrara        | Bearbeitung der Erstfassung von Johann Adolph Hasses Vertonung (1732); Vivaldi komponierte alle Rezitative neu und ersetzte viele Arien durch eigene; nur das Libretto ist erhalten                                                                                              |  |
| Davide Perez                                   | 13. Juni 1741, Teatro di Santa Cecilia             | Palermo        | erste Fassung; auch am 18. Dezember 1748 unter dem Pseudonym „Egidio Lasnel“ (gelegentlich auch seinem Mentor Diego Naselli zugeschrieben) im Teatro San Carlo in Neapel; 1751 im Teatro San Samuele in Venedig; 1753 im Teatro in Lodi                                          |  |
| Leonardo Leo                                   | 19. Dezember 1741, Teatro San Carlo                | Neapel         | dritte Fassung; auch am 30. Dezember 1741 im Teatro Argentina in Rom |  |
| Angelo Antonio Caroli                          | 16. Januar 1742, Teatro Formagliari                | Bologna        | als Il Demetrio re della Siria |  |
| Christoph Willibald Gluck                      | 2. Mai 1742, Teatro San Samuele                    | Venedig        | nur acht Arien erhalten; auch unter dem Namen Cleonice aufgeführt; auch am 3. Februar 1749 im Ospedale dei Mendicanti in Venedig |  |
| Giuseppe Carcani                               | 23. September 1742, Teatro civico                  | Crema          | |  |
| Francesco Maggiore                             | Herbst 1742, Theater am Tummelplatz                | Graz           | zusammen mit anderen Komponisten; überarbeitet Karneval 1749 im Teatro Filarmonico in Verona |  |
| Paolo Scalabrini                               | 1744, Oper am Gänsemarkt                           | Hamburg        | einige Arien stammen von anderen Komponisten; auch 1747 in Leipzig |  |
| Giovanni Battista Lampugnani                   | 28. April 1744, King’s Theatre am Haymarket        | London         | Libretto bearbeitet von Paolo Antonio Rolli als Alceste |  |
| anonym                                         | 26. Oktober 1744, Teatro della Pergola             | Florenz        | weitere Aufführungen anonymer Vertonungen oder Pasticci 1751 im Palazzo Ducale in Modena; am 18. Mai 1757 im Teatro San Salvatore in Venedig; am 19. August 1769 im Teatro in Lucca; am 26. November 1763 als Cleonice, regina di Siria im King’s Theatre am Haymarket in London |  |
| Egidio Duni und/oder Georg Christoph Wagenseil | 26. Dezember 1746, Teatro della Pergola            | Florenz        | auch Karneval 1760 im Teatro Regio Ducale in Mailand |  |
| Baldassare Galuppi                             | 16. oder 27. Oktober 1748, Burgtheater             | Wien           | erste Fassung |  |
| Pietro Pulli                                   | 26. Dezember 1748, Teatro Regio Ducale             | Mailand        | |  |
| Niccolò Jommelli                               | Frühjahr 1749, Teatro Ducale                       | Parma          | überarbeitet 1751 im Real Teatro del Buen Retiro in Madrid; 1753 im Hoftheater Mannheim |  |
| Gaetano Piazza                                 | Karneval 1750, Teatro Omodeo                       | Pavia          | |  |
| Vincenzo Pallavicini                           | Karneval 1751, Teatro dell’Accademia degli Erranti | Brescia        | |  |
| Lorenzo Gibelli                                | Oktober 1751, Teatro Solerio                       | Alessandria    | |  |
| Giuseppe Scarlatti                             | 11. Juni 1752, Teatro Nuovo                        | Padua          | |  |
| Ignazio Fiorillo                               | Sommer 1753, Hoftheater                            | Braunschweig   | |  |
| Gioacchino Cocchi                              | 1757, King’s Theatre am Haymarket                  | London         | als Demetrio, re di Siria; zusammen mit anderen Komponisten; auch am 8. November 1757 im Teatro Marsigli-Rossi in Bologna |  |
| Giovanni Battista Ferrandini                   | Karneval 1758, Hoftheater                          | München        | |  |
| Salvatore Perillo                              | Messe 1758, Teatro Dolfin                          | Treviso        | auch Karneval 1761 im Teatro Filarmonico in Verona |  |
| Giuseppe Ponzo                                 | Karneval 1759, Teatro Falcone                      | Genua          | auch am 3. Mai 1760 im Teatro Comunale in Reggio nell’Emilia; Karneval 1762 im Teatro Regio in Turin |  |
| Giacomo Insanguine                             | Karneval 1759, Teatro Capranica                    | Rom            | |  |
| Johann Ernst Eberlin                           | 1760                                               |                | |  |
| Baldassare Galuppi                             | Juni 1761, Teatro Nuovo                            | Padua          | zweite Fassung |  |
| Nicola Sala                                    | 12. Dezember 1762, Teatro San Carlo                | Neapel         | |  |
| Antonio Costantini                             | 17. Juli 1763, Teatro Condominiale                 | Senigallia     | Zuschreibung unsicher |  |
| Davide Perez                                   | Karneval 1765, Teatro de Salvaterra                | Lissabon       | zweite Fassung |  |
| Pasquale Vinci                                 | Karneval 1767, Teatro Filarmonico                  | Verona         | zusammen mit anderen Komponisten |  |
| Antonio Gaetano Pampani                        | Himmelfahrtsmesse 1768, Teatro San Benedetto       | Venedig        | |  |
| Carlo Monza                                    | 3. Januar 1769, Teatro delle Dame                  | Rom            | auch Karneval 1774 im Teatro dell’Aquila in Foligno |  |
| Niccolò Piccinni                               | 30. Mai 1769, Teatro San Carlo                     | Neapel         | auch am 6. Januar 1772 im Teatro de la Santa Cruz in Barcelona |  |
| Giovanni Paisiello                             | Karneval 1771, Teatro di Corte                     | Modena         | erste Fassung; auch Karneval 1771 im Teatro Nazari in Cremona und 1771 im Königlichen Theater in Prag |  |
| Andrea Bernasconi                              | Karneval 1772, Hoftheater                          | München        | |  |
| Pietro Alessandro Guglielmi                    | 3. Juni 1772, King’s Theatre am Haymarket          | London         | Libretto bearbeitet von Giovan Gualberto Bottarelli; auch im Sommer 1775 im Teatro San Benedetto in Venedig |  |
| Josef Mysliveček                               | 24. Mai 1773, Teatro Nuovo                         | Pavia          | erste Fassung |  |
| Francesco Bianchi                              | Karneval 1774                                      | Cremona        | auch Karneval 1780 im Teatro San Benedetto in Venedig; Karneval 1789 im Teatro Filarmonico in Verona |  |
| Anton Adam Bachschmid                          | Januar 1777, Raymund Anton von Strasoldo           | Eichstätt      | |  |
| Giovanni Paisiello                             | 1./12. Juni 1779, Hoftheater                       | Zarskoje Selo  | zweite Fassung; in zwei Akten |  |
| Josef Mysliveček                               | 13. August 1779, Teatro San Carlo                  | Neapel         | zweite Fassung |  |
| Giuseppe Giordani                              | Karneval 1780, Teatro di Corte                     | Modena         | |  |
| Luigi Cherubini                                | 1785, King’s Theatre am Haymarket                  | London         | |  |
| Antoine-Frédéric Gresnick                      | 23. Dezember 1786, King’s Theatre am Haymarket     | London         | Libretto bearbeitet von Carlo Francesco Badini als Alceste |  |
| Angelo Tarchi                                  | 1787, Teatro alla Scala                            | Mailand        | |  |
| Luigi Caruso                                   | Frühling 1790                                      | Venedig        | |  |
| Johann Simon Mayr → Demetrio (Mayr)            | 27. Dezember 1823, Teatro Regio                    | Turin          | Libretto bearbeitet vermutlich von Lodovico Piossasco Feys in zwei Akten. |  |
| Alessandro Gandini                             | Herbst 1828, Teatro di Corte                       | Modena         | in zwei Akten |  |
| Baltasar Saldoni i Remendo                     | 1840, Teatro de la Cruz                            | Madrid         | als Cleonice, regina di Siria |  |

## Aufnahmen und Aufführungen in neuerer Zeit
- Johann Simon Mayr
  - 2011/2012: Aufführungen am Festival Stand de Moutier im Berner Jura, in Posen und in Ingolstadt sowie CD. Orchestre Symphonique du Jura der Opera Obliqua Stand de Moutier, Opernchor des Teatr Wielki, Leitung: Facundo Agudin. Sänger: Bénédicte Tauran (Cleonice), Amaya Dominguez (Alceste), Piotr Friebe (Olinto), Lisandro Abadie (Fenicio), Elizabeth Bailey (Barsene), Matteo Mezzaro (Mitrane).[80][81][82][83]

## Digitalisate
1. ↑  Johann Anton Koch: Des Herrn Abt Peter Metastasio Kayserl. Königl. Hofpoetens Dramatische Gedichte, aus dem Italiänischen übersetzt. Erster Band. Krauß, Frankfurt und Leipzig 1769 als Digitalisat beim Münchener Digitalisierungszentrum.
2. 1 2  Libretto (italienisch/deutsch) der Oper von Andrea Bernasconi, München 1772 als Digitalisat beim Münchener Digitalisierungszentrum.
3. 1 2  Libretto (italienisch/deutsch) der Oper von Antonio Caldara, Wolffenbüttel 1734 als Digitalisat bei der Wolfenbütteler Digitalen Bibliothek.
4. ↑  Demetrius. Ein Schauspiel von 3 Aufzügen, Wien 1761 als Digitalisat bei Google Books.
5. ↑  Libretto (italienisch) der Oper von Giovanni Antonio Giai, Rom 1732 als Digitalisat beim Münchener Digitalisierungszentrum.
6. ↑  Libretto (italienisch)  der Oper von Johann Adolph Hasse, Venedig 1732. Digitalisat im Corago-Informationssystem der Universität Bologna.
7. ↑  Libretto (italienisch)  der Oper von Johann Adolph Hasse, Venedig 1737. Digitalisat im Corago-Informationssystem der Universität Bologna.
8. ↑  Libretto (deutsch/italienisch)  der Oper von Antonio Bioni, Breslau 1732. Digitalisat im Corago-Informationssystem der Universität Bologna.
9. ↑  Partitur der Oper von Leonardo Leo als Digitalisat beim International Music Score Library Project.
10. ↑  Libretto (italienisch) der Oper von Giovanni Battista Pescetti, Florenz 1733 als Digitalisat im Museo internazionale e biblioteca della musica di Bologna.
11. ↑  Libretto (italienisch)  der Oper von Francesco Araja, Vicenza 1734. Digitalisat im Corago-Informationssystem der Universität Bologna.
12. ↑  Libretto (italienisch)  der Oper von Leonardo Leo, Neapel 1738. Digitalisat im Corago-Informationssystem der Universität Bologna.
13. ↑  Libretto (italienisch)  der Oper von Geminiano Giacomelli, Turin 1737. Digitalisat im Corago-Informationssystem der Universität Bologna.
14. ↑  Libretto (italienisch)  der Oper von Davide Pérez, Lodi 1753. Digitalisat im Corago-Informationssystem der Universität Bologna.
15. ↑  Libretto (italienisch) der Oper von Angelo Antonio Caroli, Bologna 1742 als Digitalisat im Museo internazionale e biblioteca della musica di Bologna.
16. ↑  Libretto (italienisch)  der Oper von Christoph Willibald Gluck, Venedig 1742. Digitalisat im Corago-Informationssystem der Universität Bologna.
17. ↑  Libretto (italienisch/deutsch) der Oper von Paolo Scalabrini, Hamburg 1744 als Digitalisat bei der Staatsbibliothek zu Berlin.
18. ↑  Libretto (italienisch)  der Oper von anonym, Modena 1751. Digitalisat im Corago-Informationssystem der Universität Bologna.
19. ↑  Libretto (italienisch)  der Oper von anonym, Venedig 1757. Digitalisat im Corago-Informationssystem der Universität Bologna.
20. ↑  Libretto (italienisch)  der Oper von anonym, Lucca 1769. Digitalisat im Corago-Informationssystem der Universität Bologna.
21. ↑  Libretto (italienisch)  der Oper von Egidio Romualdo Duni und/oder Georg Christoph Wagenseil, Mailand 1760. Digitalisat im Corago-Informationssystem der Universität Bologna.
22. ↑  Libretto (italienisch) der Oper von Pietro Pulli, Mailand 1749 als Digitalisat im Museo internazionale e biblioteca della musica di Bologna.
23. ↑  Libretto (italienisch) der Oper von Niccolò Jommelli, Parma 1749 als Digitalisat im Museo internazionale e biblioteca della musica di Bologna.
24. ↑  Libretto (italienisch/spanisch) der Oper von Niccolò Jommelli, Madrid 1751 als Digitalisat bei Google Books.
25. ↑  Libretto (italienisch) der Oper von Niccolò Jommelli, Mannheim 1753 als Digitalisat beim Münchener Digitalisierungszentrum.
26. ↑  Partitur der Oper von Niccolò Jommelli als Digitalisat beim International Music Score Library Project.
27. ↑  Libretto (italienisch)  der Oper von Gaetano Piazza, Pavia 1750. Digitalisat im Corago-Informationssystem der Universität Bologna.
28. ↑  Libretto (italienisch)  der Oper von Vincenzo Pallavicini, Brescia 1751. Digitalisat im Corago-Informationssystem der Universität Bologna.
29. ↑  Libretto (italienisch)  der Oper von Salvatore Perillo, Treviso 1758. Digitalisat im Corago-Informationssystem der Universität Bologna.
30. ↑  Libretto (italienisch) der Oper von Giuseppe Ponzo, Reggio 1760 als Digitalisat beim Münchener Digitalisierungszentrum.
31. ↑  Libretto (italienisch) der Oper von Giacomo Insanguine, Rom 1759 als Digitalisat beim Münchener Digitalisierungszentrum.
32. ↑  Libretto (italienisch)  der Oper von Baldassare Galuppi, Padua 1761. Digitalisat im Corago-Informationssystem der Universität Bologna.
33. ↑  Libretto (italienisch)  der Oper von David Perez, Lissabon 1765. Digitalisat im Corago-Informationssystem der Universität Bologna.
34. ↑  Libretto (italienisch)  der Oper von Antonio Gaetano Pampani, Venedig 1768. Digitalisat im Corago-Informationssystem der Universität Bologna.
35. ↑  Libretto (italienisch) der Oper von Niccolò Piccinni, Neapel 1769 als Digitalisat im Museo internazionale e biblioteca della musica di Bologna.
36. ↑  Libretto (italienisch)  der Oper von Giovanni Paisiello, Modena 1771. Digitalisat im Corago-Informationssystem der Universität Bologna.
37. ↑  Libretto (italienisch) der Oper von Josef Mysliveček, Pavia 1773 als Digitalisat im Museo internazionale e biblioteca della musica di Bologna.
38. ↑  Libretto (italienisch) der Oper von Francesco Bianchi, Venedig 1780 als Digitalisat im Museo internazionale e biblioteca della musica di Bologna.
39. ↑  Libretto (italienisch) der Oper von Josef Mysliveček, Neapel 1779 als Digitalisat im Museo internazionale e biblioteca della musica di Bologna.
40. ↑  Partitur der Oper von Josef Mysliveček, ca. 1779 als Digitalisat beim International Music Score Library Project.
41. ↑  Libretto (italienisch) der Oper von Johann Simon Mayr, Turin 1824 als Digitalisat beim Münchener Digitalisierungszentrum.
42. ↑  Libretto (italienisch)  der Oper von Alessandro Gandini, Modena 1828. Digitalisat im Corago-Informationssystem der Universität Bologna.
43. ↑  Libretto (italienisch) der Oper von Baltasar Saldoni, Barcellona 1841 als Digitalisat bei Google Books.